# 汪溱
汪溱（1493年—？），字汝梁，號蛟潭，直隸徽州府祁門縣人，民籍，明朝政治人物。

## 生平
正德五年（1510年）庚午科應天府鄉試第五十一名舉人。正德十二年（1517年）中式丁丑科會試第四十三名，登第三甲第三十一名進士。都察院观政，授保定府推官，擢升兵部主事，历员外郎，出为湖广按察司佥事，升江西布政司左參議，嘉靖十年（1531年）三月因烧造圜丘祭器不如法，夺俸一年。升河南副使、整饬大名兵备，十八年车驾南巡承天府，汪溱受命督率邯郸赵州等处夫马，事既办，巡按御史刘士逵误以怠误参劾，有旨逮治，汪溱奏辩得白，被释放，十二月恢复原职。十九年二月升江西布政司左参政，丁忧守制，致仕。

## 家族
曾祖汪振宗；祖父汪彥清，贈南京刑部郎中；父汪標，曾任知府。母胡氏（封宜人）。具庆下。